# Angelika a král
Angelika a král (ve francouzském originále Angélique et le roy) je celovečerní film z roku 1966, který natočil režisér Bernard Borderie ve francouzsko-německo-italské koprodukci. Film je třetím dílem filmové série natočené podle románu Angélique od Anne Golon.

## Stručný obsah filmu
Angelika žije se svým manželem Philippem de Plessis-Bellieres na dvoře ve Versailles. Philippe se jí však snaží zkomplikovat život, protože ho Angelika donutila, aby si ji vzal. Když konečně získá jeho lásku, Filip umírá ve flanderské válce.
Král si mladou vdovu oblíbí a u dvora se začíná proslýchat, že by se Angelika mohla stát královou novou favoritkou. Ludvík XIV. pověřuje Angeliku, aby zprostředkovala kontakt s perským velvyslancem a daruje jí dvorské úřady, což neuniklo pozornosti králově milence madame de Montespan. Montespan, plná závisti, se snaží Angeliku odstranit z cesty s pomocí travičky Voisinové. Protože má však Angelika stále kontakty v pařížském podsvětí, dokáže se svými spojenci zabránit Montespaniným machinacím.
Angelika se nechce králi podřídit a vyčítá mu, že má na svědomí smrt jejího prvního manžela Jeoffreye de Peyrac. Ludvík XIV. jí řekne, že hrabě je stále naživu, a Angelika v něm najde novou naději. Jedné noci se Angelika probudí ze spánku a uvidí Jeoffreyho stát před svou postelí, ten ale před ní prchá a mizí ve tmě. Zanechává za sebou zoufalou Angeliku, která se brzy vydává po jeho stopách.

## Obsazení
| Michèle Mercier  | Angelika                      |
| Claude Giraud    | Philippe de Plessis-Bellieres |
| Jean Rochefort   | François Desgrez              |
| Robert Hossein   | Jeoffrey de Peyrac            |
| Sami Frey        | Bachtiary Bey                 |
| Estella Blain    | Madame de Montespan           |
| Fred Williams    | Vladimir Stanislas Rákóczi    |
| René Lefèvre     | Jean-Baptiste Colbert         |
| Jacques Toja     | Ludvík XIV.                   |
| Michel Galambru  | Alexandre Bontemps            |
| Pasquale Martino | Savary                        |
| Jean Lefebrve    | lékárník                      |
| Carol Le Besque  | La Desoeillet                 |

## Zajímavosti
Na rozdíl od stejnojmenného románu je ve filmu Angelika a král z velké části vynechán boj o moc mezi Angelikou a Philippem de Plessis-Bellieres. Do děje filmu je zakomponována řada autentických historických postav, včetně paní de Montespan, Ludvíka XIV., La Voisin, Clauda de Vin des Œillets a Jeana-Baptisty Colberta, a také travičská aféra, série vražedných otrav v době vlády Ludvíka XIV.
Kostýmy navrhla Rosine Delamare a scénu Robert Giordani. Film byl uveden do francouzských kin 4. února 1966.
Po vydání na VHS jsou filmy ze série Angélique od roku 2007 k dispozici v originálním francouzském znění.
V roce 2013 byla natočena nová filmová adaptace pod názvem Angélique, která vychází z prvních čtyř dílů reedice z roku 2008.